# دانشگاه پنجشیر
مؤسسه تحصیلات عالی پنجشیر دانشگاهی دولتی در ولایت پنجشیر افغانستان است که ۷۱۵ دانشجو و ۴۵ استاد دارد. پردیس این مؤسسه ۱۰ هکتار و رئیس آن پوهنمل غلام رسول خبرت می‌باشد.

## پیشینه
دانشگاه پنجشیر با نام مؤسسه تحصیلات عالی پنجشیر در استان پنجشیر افغانستان
، دارای دانشکده‌های تعلیم و تربیت، معدن و شرعیات می‌باشد.

## دانشکده‌ها
- دانشکده شرعیات (الهیات)
- دانشکده معدن
- دانشکده تعلیم و تربیت